# Vụ đánh bom Thái Lan 2016
Ngày 11 tháng 8 năm 2016, hai quả bom đã phát nổ tại Hua Hin, một địa điểm nghỉ dưỡng cao cấp cách thủ đô Băng Cốc của Thái Lan khoảng 200 km về phía Nam. Một nữ bán hàng rong đã thiệt mạng và 23 người khác bị thương, trong đó có nhiều khách du lịch phương Tây. Ngày hôm sau, một số vụ đánh bom khác tiếp tục diễn ra tại Hua Hin, cũng như tại Surat Thani, Phuket và Trang. Ít nhất 2 người thiệt mạng và nhiều người khác bị thương. Tổng cộng ít nhất 4 người thiệt mạng và 36 người bị thương trong 2 ngày 11 - 12 tháng 8.
Ông Chakthip Chaijinda, người đứng đầu ngành cảnh sát Thái Lan đã đề nghị tất cả các cơ quan tăng cường an ninh ở các địa điểm như những văn phòng quan trọng của chính phủ, những địa điểm mang tính biểu tượng, đặc biệt là các trạm xe bus, các trạm xe lửa, sân bay và những địa danh du lịch.

## 11 tháng 8
Vào khoảng 10:20 p.m. theo giờ địa phương ngày 11 tháng 8 năm 2016, 2 quả bom đã phát nổ tại Hua Hin. Một phụ nữ đang bán trái cây trên đường đã thiệt mạng và 23 người khác đã bị thương, trong đó có 12 người nước ngoài gồm 2 người Anh, 2 người Hà Lan, 1 người Đức và 7 người khác đến từ Áo và Ý.

## 12 tháng 8

### Hua Hin
Hơn 3 vụ nổ xảy ra tại Hua Hin vào ngày 12 tháng 8 làm 1 người thiệt mạng và ít nhất nhất 4 người khác bị thương.

### Surat Thani
Một quả bom được giấu trong một chậu hoa và phát nổ bên ngoài một đồn cảnh sát ở Surat Thani, làm 1 người thiệt mạng.

### Phuket
Đảo Phuket xảy ra 2 vụ nổ vào ngày 12 tháng 8: Vụ nổ đầu tiên xảy ra ở công viên Loma. Vụ nổ thứ 2 xảy ra ở bãi biển Patong, gần 1 sở cảnh sát.

### Trang
Một vụ đánh bom xảy ra ở tỉnh Trang làm một người thiệt mạng.

## Thủ phạm
Hai nghi phạm đã bị bắt giữ.
Hiện chưa nhóm/tổ chức nào nhận trách nhiệm nhưng nhà chức trách Thái Lan nghi ngờ là do những người ly khai ở bang Pattani đứng sau những vụ đánh bom này..
Theo tường thuật mới của BBC thì cảnh sát cho là khủng bố quốc tế hay những người ly khai không đứng sau những vụ đánh bom. Phát ngôn viên chính phủ ám chỉ thủ phạm là những người thua cuộc trong cuộc trưng cầu dân ý về hiến pháp mới vừa qua. Hiến pháp mới cho quân đội có nhiều ảnh hưởng lâu dài tới nền chính trị Thái mà bị phản đối bởi đảng của nguyên thủ tướng Yingluck Shinawatra và những người ủng hộ bà gọi là những người áo đỏ. Phóng viên Jonathan Head của BBC thì cho là tuy không thể cho là họ không có liên hệ, nhưng theo lối tấn công thì lại giống lối tấn công của những người ly khai. Bây giờ thì chính người chỉ huy cảnh sát, tướng Chakthip Chaijinda, cũng cho là có thể thủ phạm là họ.
Cuộc nổi dậy của người Hồi Mã Lai đã kéo dài 12 năm đưa tới cái chết của hơn 6.000 người, nhưng ít khi lan ra khỏi 3 tỉnh Hồi Mã Lai, và hầu như không bao giờ nhắm vào những chỗ du lịch.
Bất kỳ ai mà đã thực hiện những cuộc tấn công này, họ chắc chắn là muốn làm lung lay lòng tin của quần chúng vào khả năng của quân đội có thể duy trì an ninh và trật tự..

## Phản ứng
- Thủ tướng Prayuth Chan-ocha cho rằng các vụ đánh bom là nỗ lực để tạo ra “sự hỗn loạn và nhầm lẫn” và cam kết Chính phủ Thái Lan sẽ nỗ lực hết sức để điều tra về các vụ tấn công này để sớm đưa thủ phạm ra trước công lý[8][9]. Ông cũng cho rằng các vụ đánh bom có liên quan đến sự kiện trưng cầu dân ý dự thảo hiến pháp do quân đội nước này soạn thảo cuối tuần trước. Dự thảo hiến pháp này đã được cử tri thông qua và được cho là sẽ giúp quân đội củng cố quyền lực trong chính phủ dân sự tương lai[10]. Nhà lãnh đạo này đồng thời kêu gọi công chúng cần giữ bình tĩnh[8].
- Thiếu tướng Piyapan Pingmuang, Người phát ngôn cảnh sát Quốc gia đã loại trừ khả năng liên quan đến khủng bố quốc tế, cho rằng đây là sự phá hoại cục bộ[10].
- Cựu Phó Thủ tướng Suthep Thaugsuban cũng nhận định các vụ nổ bom có động cơ chính trị[10].
- Ông Ban Ki-moon, Tổng thư ký Liên hợp quốc đã lên án các vụ đánh bom ở Thái Lan và hy vọng những kẻ chủ mưu sẽ nhanh chóng bị đưa ra xét xử. Ông Farhan Haq, Phó phát ngôn viên của Tổng thư ký Liên hợp quốc nói: “Tổng thư ký Ban Ki-moon gửi lời chia buồn tới gia đình các nạn nhân và cầu mong những người bị thương sớm hồi phục. Tổng thư ký Ban Ki-moon cũng bày tỏ sự cảm thông tới Chính phủ và người dân Thái Lan”[11].